# Streets of Laredo
 Streets of Laredo és un western estatunidenc dirigida el 1948 per Leslie Fenton, estrenat el 1949, protagonitzat per William Holden, Macdonald Carey i William Bendix on tres proscrits rescaten una noia, interpretada per Mona Freeman. Quan se separen, dos entren als Rangers de Texas, mentre que el tercer continua una vida delictiva.
La pel·lícula és un remake en Technicolor de la pel·lícula en blanc i negre de King Vidor The Texas Rangers (1936), que protagonitzava Fred MacMurray en el paper de Holden, Jack Oakie com William Bendix, Lloyd Nolan en el paper de MacDonald Carey, i Jean Parker com la noia que és rescatada.

## Argument
Després de diversos anys de mals cops, dos antics bandits entren als Rangers de Texas. Hauran d'acorralar els seus antics còmplices.

## Repartiment
- William Holden: Jim Dawkins
- Macdonald Carey: Lorn Renning
- Mona Freeman: Rannie Cartern
- William Bendix: Reuben "Wahoo" Jones
- Stanley Ridges: el major Bailey
- Clem Bevans: Pop Lint
- Alfonso Bedoya: Charley Calico
- Ray Teal: Henchman Cantrel
- James Bell: Ike
- Dick Foote: Pips

## Al voltant de la pel·lícula
Es tracta d'un remake de la pel·lícula de King Vidor, The Texas Rangers rodada el 1936.